# Zachraňte Willyho 2
Zachraňte Willyho 2 (orig. Free Willy 2: The Adventure Home) je americký rodinný film Dwighta H. Littlea z roku 1995, navazující na film Zachraňte Willyho! a předcházející snímku Zachraňte Willyho 3. V hlavních rolích se opět objevili Jason James Richter a kosatka Keiko.

## Děj
Jesse byl adoptován svými poručníky Glenem a Annie Greenwoodovými. Společně přišli na San Juan Island, odkud mají sledovat Willyho nový domov. Než opustí město, dozvědí se, že Jesseho biologická matka, která ho před osmi lety opustila, zemřela v New Yorku. Navíc musí Jesse čelit svému upovídanému a uličnickému bratrovi Elvisovi, jehož považuje za vetřelce. Elvis často lže a leze Jessemu na nervy. Elvis je pozván na jejich rodinný výlet, aby se oba bratři mohli poznat.
Na výletu se Jesse znovu setká se svým přítelem, indiánským šamanem Randolphem a rychle se zamiluje do jeho kmotřenky Nadine. Jesse jí pak pomůže se seznámit s Willym a jeho sourozenci Lunou a Flíčkem.
Během výletu v oblasti havaruje ropný tanker a ropná skvrna uvězní kosatky v malé zátoce. Když vyjde najevo, že kosatky jsou uvězněné a Luna umírá, prezident ropné společnosti Milner přijde s plánem na odchycení kosatek do zajetí, kde by se mohly zotavit ze svých zranění. Jeho skutečný plán ale je prodat zvířata do zábavního parku, kde by měla vystupovat.
Jesse, Nadine a Elvis pomocí člunu, jenž ukradnou Glenovi, dovedou kosatky do bezpečí, ale nejsou schopni zachránit sebe, když tanker exploduje a ropná skvrna začne hořet. Jejich člun narazí do skály a začne se potápět. Při záchraně vrtulníkem se Nadine a Elvis dostanou nahoru, ale Jesse spadne do vody. Vrtulník se pro něj nemůže vrátit, protože je tam příliš mnoho kouře. Pod vodou Jesse narazí na Willyho, a tak se ho chytne. Willy podplave hořící skvrnu a dopraví Jesseho k Randolphovu člunu. Potom nechce odplavat, ale po Jesseho a Randolphovu naléhání uplave. Na člun se později dostanou i Nadine a Elvis. Ten dá Jessemu fotku, kde je Jesse s matkou a řekne mu, že si nikdy neodpustila, že ho opustila. Elvis a Jesse tak k sobě konečně najdou cestu.

## Obsazení
| Jason James Richter   | Jesse              |
| Keiko                 | Willy              |
| Francis Capra         | Elvis              |
| August Schellenberg   | Randolph Johnson   |
| Mary Kate Schellhardt | Nadine             |
| Michael Madsen        | Glen Greenwood     |
| Jayne Atkinson        | Annie Greenwoodová |
| Jon Tenney            | John Milner        |
| Mykelti Williamson    | Dwight Mercer      |
| Elizabeth Peña        | Kate Haleyová      |
| Paul Tuerpe           | Milnerův asistent  |
| M. Emmet Walsh        | Bill Wilcox        |
| John Considine        | velitel Blake      |
| Steve Kahan           | kapitán Nilson     |
| Neal Matarazzo        | kormidelník Kelly  |